# سوپر ال‌سی‌دی
سوپر ال‌سی‌دی (به انگلیسی:Super LCD) به‌طور خلاصه(SLCD) تکنولوِژی برای ساخت صفحات نمایش است، که به وسیله تعدادی از سازندگان دستگاه‌های موبایل مورد استفاده قرار می‌گیرد. سوپر ال سی دی به‌طور عمده توسط شرکت اچ تی سی مورد استفاده قرار می‌گیرد. اگرچه شرکت S-LCD سازنده صفحات سوپر ال سی دی است.

## Super AMOLED vs Super LCD: مقایسه‌ای
در مقایسه با Super AMOLED و IPS LCD بهتر است که صفحه نمایش بهتر باشد. این دو به نوعی مشابه هستند، اما در دیگران متفاوت هستند، و اغلب به نظر می‌رسد که چگونه در یک صحنه واقعی دنیای دیگری عمل می‌کند.
با این حال، برخی از تفاوت‌های واقعی بین آنها وجود دارد که تعیین می‌کند که چگونه جنبه‌های مختلف نمایش کار می‌کند، که یک راه آسان برای مقایسه سخت‌افزار استسوپر ال سی دی با صفحات ال سی دی رایج تفاوت‌هایی دارد. یکی از این تفاوت‌ها این است که سوپر ال سی دی شکاف هوا بین صفحه نمایش و شیشه بیرونی را ندارد؛ که باعث می‌شود بازتاب صفحه نمایش کمتر شود و کاربر احساس راحتی بیشتری داشته باشد. صفحات سوپر ال سی دی مزایایی همچون مصرف کمتر و دید بهتر از خارج از خانه را دارند. سوپر ال سی دی با ارائه نسخه ۲ موفق تر شده است
به عنوان مثال، یک نگاه سریع این است که شما باید S-AMOLED را انتخاب کنید اگر شما سیاه پوستان عمیق‌تر و رنگ‌های روشن‌تر را ترجیح می‌دهید، چرا که این مناطق چیزی است که صفحه نمایش AMOLED را برجسته می‌کند. با این حال، اگر شما می‌خواهید تصاویر واضح تر و دوست دارید از دستگاه خود در خارج از منزل استفاده کنید، به جای Super LCD می‌توانید انتخاب کنید.

### تصویر و رنگ
نمایشگرهای S-AMOLED در تشخیص سیاه سیاه بسیار بهتر هستند چرا که هر پیکسل که باید سیاه باشد می‌تواند درست سیاه باشد زیرا نور برای هر پیکسل خاموش می‌شود. این با صفحه نمایش سوپر ال سی دی درست نیست چرا که نور پس زمینه هنوز هم در آن قرار دارد حتی اگر برخی از پیکسل‌ها باید سیاه باشند و این می‌تواند بر تاریکی آن قسمت‌های صفحه تأثیر بگذارد.
بیشتر این است که از زمانیکه سیاه پوستان می‌توانند روی صفحه نمایش Super AMOLED واقعاً سیاه باشند، رنگ‌های دیگر بسیار پر جنب و جوش هستند. هنگامی که پیکسل‌ها می‌توانند به‌طور کامل خاموش شوند تا سیاه شوند، نسبت کنتراست از طریق سقف با نمایشگر AMOLED می‌گذرد، زیرا این نسبت سفیدترین درخشان‌ترین رنگ‌های صفحه نمایش می‌باشد که در برابر تاریک‌ترین سیاه پوستان تولید می‌شود.
با این حال، از آنجا که صفحه نمایش ال سی دی دارای نور پس زمینه است، گاهی اوقات به نظر می‌رسد که پیکسل‌ها با هم نزدیک تر هستند، تولید یک اثر کلی تر و طبیعی تر. صفحه نمایش AMOLED در مقایسه با LCD، ممکن است بیش از حد اشباع شده یا غیر واقعی باشد، و سفید پوستان ممکن است کمی زرد رنگ باشد.
هنگام استفاده از صفحه نمایش در خارج از منزل در نور روشن، گاهی اوقات سوپر ال سی دی به نظر می‌رسد که استفاده از آن آسان‌تر است، اما صفحه نمایش‌های S-AMOLED دارای لایه‌های کمتر از شیشه است و بنابراین نور کمتری را نشان می‌دهد، بنابراین واقعاً پاسخ قطعی برای مقایسه آن‌ها وجود ندارد. در نور مستقیم
یکی دیگر از مسائل در مقایسه با کیفیت رنگ صفحه نمایش سوپر ال سی دی با صفحه نمایش Super AMOLED این است که صفحه نمایش AMOLED به آرامی رنگ و اشباع رنگ خود را از دست می‌دهد به عنوان ترکیبات ارگانیک شکستن، اگر چه معمولاً طول می‌کشد زمان بسیار طولانی و حتی ممکن است قابل توجه است.

### اندازه
بدون سخت‌افزار نور پس زمینه و با اضافه شدن جایزه تنها یک صفحه نمایش با لمس و نمایش قطعات، اندازه کلی صفحه نمایش S-AMOLED کوچکتر از صفحه LCD IPS است.
این یک مزیت است که نمایشگرهای S-AMOLED به خصوص در گوشی‌های هوشمند به ویژه از آنجایی که این تکنولوژی می‌تواند آنها را از آنچه که از IPS LCD استفاده می‌کنند، نادیده بگیرد.

### مصرف برق
از آنجا که صفحه نمایش IPS-LCD دارای یک نور پس زمینه است که نیاز به قدرت بیشتری نسبت به صفحه نمایش سنتی LCD دارد، دستگاه‌هایی که از این صفحه نمایش استفاده می‌کنند نیاز به قدرت بیشتری نسبت به S-AMOLED دارند که نیازی به نور پس زمینه نیست.
به گفته این شرکت، از آنجایی که هر پیکسل یک نمایشگر Super AMOLED می‌تواند برای هر رنگ مورد نیاز باشد، مصرف انرژی در برخی موارد ممکن است بالاتر از Super LCD باشد.
به عنوان مثال، پخش ویدئو با تعداد زیاد مناطق سیاه روی صفحه نمایش S-AMOLED، قدرت را در مقایسه با یک صفحه LCD IPS صرفه جویی می‌کند، زیرا پیکسل‌ها می‌توانند به‌طور مؤثر خاموش شوند و هیچ نور تولید نمی‌شود. از سوی دیگر، نمایش رنگ‌های زیادی در تمام روز به احتمال زیاد بر روی باتری Super AMOLED بیش از دستگاه با استفاده از صفحه نمایش Super LCD تأثیر می‌گذارد.

### قیمت
یک صفحه LCD IPS دارای نور پس زمینه است، در حالی که صفحه نمایش S-AMOLED نیست، اما آنها همچنین دارای یک لایه اضافی هستند که از لمس پشتیبانی می‌کنند در حالی که صفحه نمایش Super AMOLED که درست در صفحه ساخته شده است.
برای این دلایل و دیگران (مانند کیفیت رنگ و عملکرد باتری) احتمالاً ایمن است که بگوییم S-AMOLED صفحه نمایش گران‌تر است و بنابراین دستگاه‌هایی که از آنها استفاده می‌کنند گران‌تر از همتایان LCD خود هستند.
برخی از تولیدکنندگان بخاطر گران بودن و تولید صفحه نمایش‌های آمولد، صفحات سوپر ال سی دی را کنار گذاشته‌اند. سوپر ال سی دی بخاطر مصرف پایین در مواقعی که رنگ صفحه باید روشن باشد (مثلاً در صفحات اینترنت که رنگ سفید بیشتر است) همچنان محبوب هستند. در حالی که صفحات آمولد در رنگ‌های تیره و اشباع رنگ‌ها در ویدیوها و عکس‌ها بنظر واضح تر و زنده تر هستند. صفحات سوپر ال سی دی از تکنولوژی pentile Subpixel استفاده نمی‌کند؛ بنابراین تصاویر از لحاظ جزئیات مانند فیلم و عکس‌ها واضح تر هستند.
همچنین با عناوین: "S-LCD,", "S-LCD2", "SLCD", "SLCD2", "Super LCD2" شناخته شده است.